# Weißwasser
Weißwasser/O.L. (en sorabe : Běła Woda) est une ville de Saxe (Allemagne), située dans l'arrondissement de Görlitz, dans le district de Dresde.

## Histoire
| Appartenances historiques Royaume de Bohême 1198-1635 Électorat de Saxe 1635-1806 Royaume de Saxe 1806–1815 Royaume de Prusse (Province de Silésie) 1815–1918 Empire allemand 1871-1918 République de Weimar 1918–1933 Reich allemand 1933–1945 Allemagne occupée 1945–1949 République démocratique allemande 1949–1990 Allemagne 1990–présent |

## Personnalités liées à la ville
- Hendrich Jordan (1841-1910), linguiste né à Tzschelln.
- Tino Chrupalla (né en 1975), député au Bundestag, porte-parole de l'AfD